# The First Omen
The First Omen (bra: A Primeira Profecia; prt: O Génio do Mal: O Início) é um filme de terror sobrenatural americano de 2024, dirigido por Arkasha Stevenson e escrito por Stevenson, Tim Smith e Keith Thomas, a partir de uma história de Ben Jacoby. Servindo como uma prequela de The Omen (1976), e o sexto filme da franquia, a trama conta a história de uma mulher enviada para trabalhar em um orfanato católico em Roma que descobre uma conspiração sinistra para provocar o nascimento de um Anticristo. É estrelado por Nell Tiger Free, Tawfeek Barhom, Sônia Braga, Ralph Ineson e Bill Nighy.
The First Omen foi lançado nos Estados Unidos pela 20th Century Studios em 5 de abril de 2024. O filme recebeu avaliações positivas dos críticos e arrecadou US$ 53,9 milhões em todo o mundo.

## Enredo
Padre Brennan pressiona Padre Harris sobre uma conspiração oculta; o abalado Harris dá a Brennan a fotografia de um bebê com o nome "Scianna" inscrito. Harris é morto quando um cano caindo abre sua cabeça.
Em Roma no ano de 1971, em meio a protestos de esquerda, a noviça americana Margaret Daino chega ao Orfanato Vizzardeli. Ela se encontra com o Cardeal Lawrence, o Padre Gabriel, a Irmã Abess Silva, a freira Anjelica e sua colega de quarto, a noviciada Luz. Luz convida Margaret para uma discoteca, onde conhecem dois homens. Luz dança com um dos homens enquanto Margaret dança com outro homem chamado Paolo antes de desmaiar. Ela acorda no dia seguinte sem nenhuma lembrança do que aconteceu na noite anterior.
Margaret se relaciona com Carlita, uma órfã maltratada que é atormentada por más visões. O Padre Brennan a avisa sobre Carlita, dizendo que "fatos estranhos" acontecerão ao seu redor. Margaret avista Carlita mostrando a Anjelica o desenho de uma mulher grávida sendo contida; momentos depois, Anjelica se autoimola e se enforca.
Brennan explica que os radicais dentro da igreja, desesperados para recuperar o poder contra a ascensão do secularismo, procuram trazer o Anticristo para criar medo e levar as pessoas de volta à igreja, com Carlita pretendendo ser sua mãe. Durante uma viagem de campo, ocorre um motim e Margaret tem alucinações demoníacas. A Irmã Silva adia os votos de Margaret e ordena que ela se afaste de Carlita. Margaret avista Paolo; horrorizado, ele diz a ela para "procurar a marca" antes de ser atropelado e cortado ao meio por um caminhão que se aproxima.
Margaret entra furtivamente no escritório da Irmã Silva. Ela descobre uma câmara subterrânea escondida e uma série de arquivos de assuntos, todos rotulados como "Scianna". Eles contêm fotos de bebês, em sua maioria dismórficos, com uma marca de nascença no formato de três seis, sendo Carlita aparentemente a única sobrevivente. Margaret é interceptada e localiza a marca no palato de Carlita antes de ser presa em um quarto escuro.
O Padre Gabriel liberta Margaret; ao examinarem os arquivos com Brennan, eles descobrem que outro bebê sobreviveu. Margaret localiza a marca em seu couro cabeludo e de repente se lembra de que foi estuprada e engravidada à força em um ritual satânico na noite em que desmaiou na discoteca. Satã precisava acasalar com sua própria prole para conceber o Anticristo, e Margaret foi trazida para Roma porque sua meia-irmã Carlita era muito jovem. O grupo parte para abortar a gravidez, mas no caminho outro carro bate no deles e o útero de Margaret enche de repente.
Ela acorda amarrada a uma cama de hospital e é recebida pelo Cardeal Lawrence, o chefe da conspiração. O Cardeal Lawrence e os outros conspiradores observam enquanto ela dá à luz duas crianças por cesárea, uma menina e um menino; este último é saudado como o Anticristo. Luz e o homem que estava com Paolo na discoteca estão entre os conspiradores. Fingindo ser cúmplice ao pedir para segurar o bebê, Margaret esfaqueia Lawrence, mas não consegue matar o filho. Luz esfaqueia Margaret enquanto os conspiradores fogem com o menino e incendeiam a câmara para encobrir seus rastros. Carlita salva Margaret e sua filha, e Margaret vê um chacal demoníaco nas chamas. O menino é dado ao diplomata americano Robert Thorn para substituir secretamente a criança que sua esposa Katherine supostamente abortou.
Anos depois, Margaret vive isolada nas montanhas com Carlita e sua filha, hoje uma família feliz. Brennan aparece e avisa que os conspiradores irão caçá-la e que seu filho se chama Damien.

## Elenco
- Nell Tiger Free como Margaret Daino, uma americana enviada a Roma para trabalhar em um orfanato antes de tomar o véu.
- Ralph Ineson como Padre Brennan, um padre que avisa Margaret sobre uma conspiração dentro da igreja.[b]
- Sônia Braga como Irmã Silvia, a Abadessa do Orfanato Vizzardeli em Roma.
- Tawfeek Barhom como Padre Gabriel, um membro do clero católico que trabalha no orfanato.[10]
- Maria Caballero como Luz Valez, colega de quarto de Margaret em Vizzardeli.
- Charles Dance como Padre Harris, um padre[11]
- Bill Nighy como Cardeal Lawrence, um membro sênior da Igreja Católica.
- Nicole Sorace como Carlita Scianna, uma criança mais velha em Vizzardeli.
- Ishtar Currie-Wilson como Irmã Anjelica, uma freira perturbada em Vizzardeli.
- Andrea Arcangeli como Paolo, um homem que encontra Margaret na discoteca.
- Anton Alexander como Padre Spiletto, um padre que convence o diplomata americano Robert Thorn a adotar Damien.[c]
- Rachel Hurd-Wood como Katherine Thorn, esposa de Robert Thorn e mãe adotiva de Damien.[d]

## Produção
Em abril de 2016, uma prequela de The Omen foi anunciada em andamento na 20th Century Fox, com Ben Jacoby escrevendo o roteiro e Antonio Campos em negociações para dirigi-lo. Em maio de 2022, três anos após a The Walt Disney Company adquirir os ativos da Fox, a 20th Century Studios começou a desenvolvê-lo, com Arkasha Stevenson fazendo sua estreia na direção. David S. Goyer, Keith Levine e Gracie Wheelan produziram através da Phantom Four, com Tim Smith também atuando como produtor executivo. Nell Tiger Free foi escalada no final de agosto de 2022. Em 3 de janeiro de 2024, Tawfeek Barhom, Sônia Braga, Ralph Ineson e Bill Nighy foram anunciados para estrelar o filme. As filmagens foram concluídas em janeiro de 2023.
A fotografia principal ocorreu em Roma e nos estúdios Lumina Studios de 19 de setembro a 22 de novembro de 2022. Prédios na Villa Parisi e uma fazenda no Procoio foram usados para retratar o orfanato. A designer de produção Eve Stewart afirmou: "Queríamos que fosse um edifício único e bonito, e como não conseguimos encontrar tudo dentro de um edifício, juntamos três edifícios e garantimos que todos estivessem bem interligados". O porão foi criado no estúdio.
O figurinista Paco Delgado queria que os figurinos tivessem um toque gótico. Ele desenhou roupas leves que se movem com o vento para que combinassem com a visão de Stevenson de "as figuras meio que flutuando pelos corredores". As meninas do orfanato vestiam trajes dos anos 1940/1950, embora o filme se passe na década de 1970; a tripulação queria um "ambiente específico". Para o look de Margaret, Delgado se inspirou na moda Yves Saint Laurent dos anos 1970. Adrien Morot atuou como designer de próteses e criaturas.

## Música
A trilha sonora foi composta por Mark Korven, que escreveu músicas originais e fez referência a temas escritos por Jerry Goldsmith para os filmes anteriores, incluindo "Ave Satani". O álbum da trilha sonora lançado junto com o filme em 5 de abril de 2024, pela Hollywood Records.

## Lançamento
Uma tomada específica na sequência do nascimento resultou no registro do filme pela Motion Picture Association com uma classificação NC-17. O produtor Keith Levine disse: "Tivemos que ir e voltar cinco vezes com o conselho de classificação. Estranhamente, evitar o NC-17 tornou tudo mais intenso". David S. Goyer comentou que: "O filme, por sua natureza, trata do terror do corpo feminino, e eu acho que há dois pesos e duas medidas. Isso foi muito interessante quando estávamos negociando com o conselho de classificação. Acho que há mais permissividade quando se trata de protagonistas masculinos, principalmente no terror corporal".
The First Omen foi aprovado para ser lançado com exclusividade no serviço de streaming online Hulu, mas recebeu um lançamento nos cinemas depois que a Walt Disney Studios Motion Pictures determinou que precisava expandir o cronograma de lançamentos do estúdio nos cinemas após a escassez causada pelas disputas trabalhistas de Hollywood em 2023. O filme foi lançado nos cinemas pela 20th Century Studios em 5 de abril de 2024.

### Mídia doméstica
The First Omen foi lançado nas plataformas digitais em 28 de maio de 2024. Um lançamento em streaming no Hulu ocorreu em 30 de maio, seguido por um lançamento em Disco Blu-ray e DVD em 30 de julho de 2024 pela Sony Pictures Home Entertainment, como o primeiro título de propriedade da Disney a ser lançado como parte de um acordo de distribuição de vídeo doméstico entre a Disney e a Sony Pictures que começou em fevereiro de 2024, no qual esta última empresa cuidará de toda a produção e distribuição de mídia física para os ativos de entretenimento doméstico da Disney na América do Norte.

## Recepção

### Bilheteria
The First Omen arrecadou US$ 20,1 milhões nos Estados Unidos e Canadá e US$ 33,8 milhões em outros territórios, totalizando US$ 53,9 milhões em todo o mundo.
Nos Estados Unidos e no Canadá, The First Omen foi lançado junto com Monkey Man e foi inicialmente projetado para arrecadar de 14 a 15 milhões de dólares em 3.375 cinemas em seu fim de semana de estreia. Depois de faturar US$ 3,2 milhões no primeiro dia (incluindo US$ 725 mil nas prévias de quinta à noite), as estimativas foram reduzidas para US$ 8 milhões. Ele estreou com US$ 8,4 milhões, terminando em quarto lugar nas bilheterias. Em seu segundo fim de semana o filme arrecadou US$ 3,8 milhões, terminando em sétimo.

### Crítica
No agregador de críticas Rotten Tomatoes, 82% das 182 resenhas dos críticos são positivas, com uma classificação média de 7,1/10. O consenso dos críticos do site diz: "Frequentemente assustador, mesmo sendo reproduzido dentro dos limites de uma série de filmes de quase 50 anos, esta prequela é o primeiro presságio de um futuro brilhante para a franquia em algum tempo." No Metacritic, que usa uma média aritmética ponderada, atribuiu ao filme uma pontuação de 65 em 100, com base em 33 críticos, indicando críticas "geralmente favoráveis". A recepção da audiência, segundo o CinemaScore, deu ao filme uma nota média de "C" em uma escala de A+ a F.
Kyle Turner, da Slant Magazine, deu ao filme 3/4 estrelas, escrevendo: "Ao longo do filme, Stevenson desliza facilmente entre prazeres e desgostos terrenos, unindo-os por meio de vísceras e estética audaciosa. Em The First Omen, Stevenson atomiza toda a escuridão e a luz dentro de nós mesmos." Benjamin Lee, do The Guardian, deu ao filme 3/5 estrelas, chamando-o de "muito mais artístico e marcante do que deveria ser, graças em grande parte à diretora de TV Arkasha Stevenson, cuja bravata funciona incrivelmente bem até que realmente não funciona mais, quando ela é forçada a seguir as regras da franquia em vez das suas próprias". Escrevendo para o The Times, Ed Potton deu-lhe 3/5 estrelas. Ele disse: "Stevenson se apoia muito no velho grampo de terror da histeria feminina e a explicação por trás da trama para gerar um pequeno Anticristo é o tipo de coisa que você esperaria de um maluco conspiracionista no YouTube. Tiger Free é uma heroína convincentemente instável, e Bill Nighy e Charles Dance aparecem como padres seniores e usam bem suas batinas... Este é Call the Midwife dirigido por Satanás."
Kyle Smith, do The Wall Street Journal, escreveu: "The First Omen pode ter um nobre antecessor em um dos filmes mais assustadores da década de 1970, mas tem pouco que o diferencie dos últimos 665 filmes de terror medíocres que vi." Tim Robey, do The Daily Telegraph, deu ao filme 2/5 estrelas, escrevendo: "Stevenson configurou sua história como um terror corporal feminino adequado para uma dissertação, sem dar muita força: embora elegantes, os cenários são poucos, distantes entre si e muito rápidos." Frank Scheck, do The Hollywood Reporter, escreveu: "No final das contas, tudo parece muito familiar, e não apenas porque este é o segundo filme em tantos meses que gira em torno de freiras e do nascimento de um Anticristo."

### Comparações comImmaculate
Devido ao compartilhamento de instalações semelhantes e de um cenário italiano comum e lançado quase ao mesmo tempo, The First Omen e Immaculate foram apelidados de filmes gêmeos. Ambos os filmes exploram a questão da autonomia corporal feminina, retratando o "controle sistêmico dos corpos das mulheres reduzidos a vasos". Bilge Ebiri, da Vulture, questionou "por que alguém deveria se surpreender que, de repente, após a Suprema Corte anular o caso Roe v. Wade, enquanto estado após estado tenta promulgar leis religiosas privando as mulheres da autonomia corporal, os Estados Unidos estão vendo filmes de terror sobre pessoas forçadas a partos monstruosos por instituições religiosas preocupadas com sua crescente irrelevância".